# Raung
Raung je aktivní stratovulkán v Indonésii, vysoký 3 332 metrů. Nachází se ve východní části ostrova Jáva, v sousedství vulkanického komplexu Ijen. Nejbližším velkým městem je Surabaja.
Kaldera je široká dva kilometry a hluboká 500 metrů. Svahy jsou porostlé bujnou vegetací a kontrastují s kalderou, která je pokrytá šedým popelem.
K první zaznamenané erupci sopky došlo v roce 1586. Sopečná aktivita se roku 2015 obešla bez obětí na životech, ale kvůli množství sopečného popela v ovzduší musely být zrušeny lety na ostrov Bali. Poslední sopečná erupce skončila v dubnu 2021. 
V roce 1844 sopku zdolal německý přírodovědec Franz Wilhelm Junghuhn.
Raung je ultraprominentní vrchol.